# Шофёр на один рейс
«Шофёр на один рейс» — советский комедийный, двухсерийный художественный телефильм режиссёра Вадима Зобина, снятый в 1981 году на творческом объединении «Экран».

## Сюжет
Крымчанка Софья Макаровна, руководитель комплексной бригады из 18 механизаторов, приезжает в Москву на запись телепередачи. Возвращаться приходится поздно ночью, когда транспорт уже не ходит. Подвозит её водитель поливальной машины Михаил Антонович Артюхин. Софья Макаровна, получившая премию, просит Михаила Антоновича посоветовать с покупкой автомобиля, который дарит своей дочери и зятю к свадьбе. Но так как никто авто не водит, Михаил Антонович становится водителем для «Волги» ГАЗ-22 (универсал) по дороге от Москвы до Крыма.

## В ролях

### В главных ролях
- Лидия Федосеева-Шукшина — Софья Макаровна Тишанова
- Олег Ефремов — Михаил Антонович Артюхин, шофёр
- Лидия Сухаревская — Елизавета Максимовна Франжье, дама-француженка с русскими корнями

### В ролях
- Наталья Вавилова — Лиля, дочь Софьи Макаровны
- Юрий Дуванов — Пётр Артюхин, сын Михаила Антоновича, студент-музыкант. Его песню «Из дома вышел человек» исполнил Олег Анофриев
- Вадим Андреев — Саня, зять Софьи Тишановой
- Валентина Якунина — Валя, музыкант-дирижёр
- Любовь Соколова — Варвара Семёновна
- Наталья Кустинская — Маша, хозяйка 24-й «Волги»
- Владимир Сошальский — Павел Ефремович Тишанов, бывший муж Софьи Макаровны
- Владимир Прохоров — Игнатий Петрович
- Георгий Георгиу — Иннокентий Павлович, попутчик Маши

### В эпизодах
- Картлос Марадишвили — Картлос, водитель грузовика «КрАЗ»
- Владимир Бурлаков — шофёр автопарка
- Александр Мягченков — Иван Гусаров, композитор
- Михаил Жиров — шофёр автопарка
- Виталий Леонов — шофёр автопарка
- Александр Назаров — продавец «22-й Волги»
- Юрий Глазунов-Марцоли — автомобилист
- Константин Левашов
- Н. Ессаулова
- Валентина Каратаева — администратор в гостинице

## Съёмочная группа
- Сценарий Афанасия Салынского
- Режиссёр-постановщик — Вадим Зобин
- Оператор-постановщик — Владимир Трофимов
- Художник-постановщик — Юрий Углов
- Композитор — Борис Фрумкин
- Стихи Самуила Маршака, Даниила Хармса
- Звукооператор — О. Соломонов
- Режиссёр — Н. Конюшев
- Оператор — В. Лехман
- Костюмы — А. Колегаев
- Грим — Н. Фастенко
- Монтаж — Н. Будник
- Ассистенты:

режиссёра — А. Карташова, Т. Строева
оператора — С. Большаков
художника — М. Вахромцев
- Комбинированные съёмки:

оператор — Ю. Корох
художник — А. Михайлов
- Инструментальный ансамбль «Мелодия»

Дирижёр — Георгий Гаранян
- Редактор — М. Темякова
- Музыкальный редактор — Л. Черницкая
- Консультанты — А. Большаков, Р. Дианкин
- Административная группа: Б. Васильев, С. Ершова, В. Колышкин
- Мастер по свету — А. Евграфьев
- Директор картины — Асхат Муртазин